# مجازی‌سازی سخت‌افزار
مجازی‌سازی سخت‌افزار (به انگلیسی: Hardware virtualization) به مجازی سازی یک کامپیوتر یا سخت‌افزار آن می‌گویند. توسط این سیستم، مشخصات سخت‌افزار از دید کاربران مخفی می‌شود و به جای آن نسخه‌ای خلاصه شده از سخت‌افزار به کاربران ارائه می‌شود. در ابتدای پیاده‌سازی این ایده، به برنامه‌ای که عمل مجازی سازی را انجام می‌داد، «برنامه کنترل» گفته می‌شد ولی اکنون از اصطلاح هایپرویژن استفاده می‌شود.